# Copris ruricola
Copris ruricola är en skalbaggsart som beskrevs av Vladimir Balthasar 1933. Copris ruricola ingår i släktet Copris och familjen bladhorningar. Inga underarter finns listade i Catalogue of Life.